# Svetovno prvenstvo v hokeju na ledu 2005
Svetovno prvenstvo v hokeju na ledu 2005 je bilo devetinšestdeseto Svetovno prvenstvo v hokeju na ledu. Potekalo je med 7. marcem in 15. majem 2005 na Dunaju in v Innsbrucku, Avstrija (elitna divizija), v Debrecenu, Madžarska, in Eindhovnu, Nizozemska (1. divizija), Zagrebu, Hrvaška, in Beogradu, Srbija in Črna gora (2. divizija) ter Ciudadu de México, Mehika (3. divizija). Zlato medaljo je osvojila češka reprezentanca, srebrno kanadska, bronasto pa ruska, v konkurenci petinštiridesetih reprezentanc, trinajstič tudi slovenske, ki je osvojila trinajsto mesto. To je bil za češko reprezentanco peti naslov svetovnega prvaka oziroma enajsti skupaj z naslovi češkoslovaške. 

## Dobitniki medalj
| Zlato | Srebro | Bron |
| ČeškaTomáš Vokoun Adam Svoboda Milan Hnilička František Kaberle Jan Hejda Jaroslav Špaček Jiří Fischer Jiří Šlégr Marek Židlický Pavel Kubina Tomáš Kaberle Aleš Hemský David Výborný Jan Hlaváč Jaromír Jágr Josef Vašíček Martin Rucínský Martin Straka Petr Čajánek Petr Prucha Petr Sýkora Radek Dvořákk Radim Vrbata Václav Prospal Václav Varada | KanadaRoberto Luongo Martin Brodeur Marty Turco Chris Phillips Jamie Heward Wade Redden Scott Hannan Dan Boyle Robyn Regehr Sheldon Souray Ed Jovanovski Brendan Morrison Brenden Morrow Dany Heatley Mike Fisher Kirk Maltby Shane Doan Simon Gagne Patrick Marleau Scott Walker Kris Draper Rick Nash Ryan Smyth Joe Thornton | RusijaSergej Gusev Alekdander Karpovcev Vitalij Proškin Denis Denisov Alekdander Ovečkin Pavel Dacjuk Jevgenij Malkin Alekdander Jeremenko Alekdander Haritonov Ivan Neprjaev Viktor Kozlov Aleksej Kovalev Vladimir Antipov Alekdander Semin Sergej Višedkevič Alekdander Rjazancev Maksim Sokolov Sergej Zviagin Sergej Zinovjev Dimitrij Kalinin Andrej Markov Maksim Afinogenov Ilja Kovaljčuk Aleksek Jašin Fjodor Fjodorov |

## Končni vrstni red
1. Češka
2. Kanada
3. Rusija
4. Švedska
5. Slovaška
6. ZDA
7. Finska
8. Švica
9. Latvija
10. Belorusija
11. Ukrajina
12. Kazahstan
13. Slovenija
14. Danska
15. Nemčija
16. Avstrija
17. Norveška
18. Italija
19. Poljska
20. Francija
21. Madžarska
22. Nizozemska
23. Estonija
24. Japonska
25. Združeno kraljestvo
26. Litva
27. Romunija
28. Kitajska
29. Hrvaška
30. Izrael
31. Avstralija
32. Srbija in Črna gora
33. Južna Koreja
34. Severna Koreja
35. Bolgarija
36. Belgija
37. Nova Zelandija
38. Španija
39. Islandija
40. Turčija
41. Mehika
42. Južna Afrika
43. Luksemburg
44. Irska
45. Armenija